# Mateusz Klich
Mateusz Klich (* 13. června 1990 Tarnów) je polský profesionální fotbalista, který hraje na pozici středního záložníka za americký klub D.C. United a za polský národní tým.

## Klubová kariéra
Klich je odchovancem polského klubu Tarnovia Tarnów.
V A-týmu Cracovie se představil v létě 2008 před sezónou 2008/09.
V červnu 2011 jej získal německý bundesligový klub VfL Wolfsburg, který s hráčem podepsal tříletou smlouvu. Cracovia za něj inkasovala 1,5 milionu eur.

### PEC Zwolle
Od ledna do června 2013 hostoval v nizozemském klubu PEC Zwolle, kam po sezóně 2012/13 přestoupil. V PEC podepsal dvouletý kontrakt. V sezoně 2013/14 vyhrál s PEC nizozemský fotbalový pohár (KNVB beker), první v historii klubu. Finále proti Ajaxu Amsterdam skončilo poměrem 5:1. po sezoně 2013/14 se vrátil do Wolfsburgu.

## Reprezentační kariéra
Klich hrál za polské mládežnické reprezentační výběry od kategorie U18.
V polském národním A-týmu debutoval 5. června 2011 v přátelském zápase s Argentinou, do hry se dostal v úplném závěru střetnutí. Polsko zvítězilo na domácím hřišti 2:1.
14. srpna 2013 se jedním vstřeleným gólem podílel na výhře 3:2 v PGE Areně v Gdaňsku nad hostujícím Dánskem, šlo o přátelský zápas před podzimní částí kvalifikace na mistrovství světa v Brazílii. Byla to jeho první branka v dresu polské seniorské reprezentace.

## Zajímavost
Po prohraném přátelském utkání domácího Polska se Slovenskem 15. listopadu 2013 (0:2) napsal na Twitter komentář, že by příště zakázal vstup na stadion 40 tisícům diváků. Sám v utkání kvůli zranění nenastoupil, ale narážel tím na situaci, kdy polští fanoušci na Městském stadionu ve Vratislavi (bylo vyprodáno) začali pískat na své hráče a po druhém gólu se přidali ke slovenským ve skandování „Eště jeden!“. Jeho komentář vyvolal v Polsku řadu souhlasných i nesouhlasných reakcí.